# Nodaria flavifusca
Nodaria flavifusca là một loài bướm đêm trong họ Noctuidae.